# Ulrich Hahn
Ulrich Hahn (5 de noviembre de 1955) es un deportista de la RDA que compitió en luge en la modalidad doble. Ganó dos medallas en el Campeonato Mundial de Luge, en los años 1974 y 1981, y cuatro medallas en el Campeonato Europeo de Luge entre los años 1973 y 1980.

## Palmarés internacional
| Campeonato Mundial | Campeonato Mundial    | Campeonato Mundial | Campeonato Mundial |
| Año                | Lugar                 | Medalla            | Prueba             |
| ------------------ | --------------------- | ------------------ | ------------------ |
| 1974               | Königssee (RFA)       | Medalla de oro     | Doble              |
| 1981               | Hammarstrand (Suecia) | Medalla de oro     | Doble              |
| Campeonato Europeo |                       |                    |                    |
| Año                | Lugar                 | Medalla            | Prueba             |
| 1973               | Königssee (RFA)       | Medalla de plata   | Doble              |
| 1975               | Valdaora (Italia)     | Medalla de bronce  | Doble              |
| 1978               | Hammarstrand (Suecia) | Medalla de plata   | Doble              |
| 1980               | Valdaora (Italia)     | Medalla de plata   | Doble              |